# Hiệp hội Thương mại Điện tử Việt Nam
Hiệp hội Thương mại Điện tử Việt Nam là tổ chức xã hội nghề nghiệp phi lợi nhuận của những người và doanh nghiệp, tổ chức hoạt động trong lĩnh vực thương mại điện tử tại Việt Nam. Hiệp hội có tên giao dịch tiếng Anh là Vietnam E-Commerce Association viết tắt là VECOM .
Hiệp hội Thương mại Điện tử Việt Nam thành lập được Bộ Nội vụ phê duyệt tại Quyết định số 706/QĐ-BNV ngày 25 tháng 6 năm 2007 .
Điều lệ Hiệp hội Thương mại Điện tử Việt Nam đã được Đại hội toàn thể lần thứ nhất thông qua ngày 24 tháng 7 năm 2007 tại Thành phố Hà Nội.
Trụ sở Hiệp hội đặt tại địa chỉ Phòng 702, Tầng 7, Tòa nhà HKC số 285, phố Đội Cấn. phường Liễu Giai, quận Ba Đình, Hà Nội .